# Пропаганда в нацистка Германия
Националсоциалистическата (нацистка) пропаганда, използвана от нацистката партия по време на управлението на Адолф Хитлер в нацистка Германия (1933 – 1945), е основен инструмент за придобиване и поддържане на властта и за прилагане на нацистките политики.
Всеобхватното използване на пропаганда от нацистите до голяма степен е причина терминът „пропаганда“ да придобие днешните негативни конотации.

## История

### „Моята борба“на Хитлер (1925)
Нацисткият лидер Адолф Хитлер посвещава 3 глави от своята книга „Моята борба“ – сама по себе си пропаганден инструмент, за изучаването и практикуването на пропагандата. Той твърди, че е научил ценността на пропагандата като пехотинец през Първата световна война, изложен на много ефективна британска и неефективна германска пропаганда. Аргументът, че Германия е загубила войната в голяма степен, поради усилията на британската пропаганда, е изложена подробно в „Моята борба“, отразявайки тогава общите претенции на германските националисти. Въпреки че невярната – германска пропаганда по време на Първата световна война е предимно по-напреднала от тази на британците, тя става официалната истина в нацистка Германия, благодарение на приемането ѝ от Хитлер.

### Укрепване на нацизма (1919 – 1933)
Хитлер прилага тези идеи на практика с възстановяването на ежедневника Völkischer Beobachter, публикуван от нацистката партия (НСДАП) от февруари 1925 г., чийто тираж достига 26 175 броя през 1929 г. Обединен е през 1927 г. с Der Angriff на Йозеф Гьобелс – друг пропаганден вестник.
През по-голямата част от времето на нацистите в опозиция, средствата им на пропаганда остават ограничени. С малък достъп до средствата за масова информация, партията продължава да разчита в голяма степен на Адолф Хитлер и на няколко други, които говорят на обществени срещи до 1929 г. Проучване установява, че правителството на Ваймар използва проправителствена радиопропаганда, забавила нацисткия растеж. През април 1930 г. Хитлер назначава Гьобелс за ръководител на партийната пропаганда. Гьобелс, който е бивш журналист, скоро доказа уменията си. Сред първите му успехи е организирането на размирни демонстрации.

### Предвоенно управление (1933 – 1939)
На 13 март 1933 г. Третият райх създава Министерство на пропагандата, като назначава Йозеф Гьобелс за негов министър. Неговите цели са да създаде врагове в обществения ум: външните врагове, които налагат Версайския договор на Германската империя, и вътрешните врагове като евреи, цигани, хомосексуалисти, болшевики.
Основен политически и идеологически крайъгълен камък на нацистката политика е обединението на всички етнически германци, живеещи извън границите на Райха (например в Австрия и Чехословакия) в една голяма Германия. В „Моята борба“ Хитлер осъжда болката и мизерията на етническите германци извън Германия и обявява мечтата за обща бащина земя, за която трябва да се бият всички германци. Той принуждава германците по целия свят да направят борбата за политическа власт и независимост като основен фокус, който става официално част от политиката на Райха Heim ins Reich през 1938 г.
В продължение на месеци, преди началото на Втората световна война през 1939 г. германски вестници и лидери извършват национална и международна пропагандна кампания, обвиняваща полските власти, че организират или толерират етническо прочистване на етническите германци, живеещи в Полша.
Основната част от тази пропагандна кампания е операция под фалшив флаг, чиято цел е да създаде появата на полската агресия срещу Германия, за да оправдае нахлуването в Полша.
Изследванията разкриват, че нацисткото използване на радиопропаганда му помага да консолидира властта и да привлече повече членове за партията.

### Втора световна война (1939 – 1945)
До приключването на битката при Сталинград на 2 февруари 1943 г. германската пропаганда подчертава мощта на германските оръжия и германските войници, които са показвани на народите на окупираните територии. Пилотите на съюзническите бомбардировъчни флоти са изобразени като страхливи убийци, а американците по-специално като гангстери в стила на Ал Капоне. В същото време, германската пропаганда се стреми да отчужди американците и британците един от друг, и двете тези западни народа от Съветския съюз. Един от основните източници за пропагандата е Вехрмахтберхит, ежедневно радиопредаване от Върховното командване на Вермахта, ОКВ. Нацистките победи се предават лесно на пропагандни предавания и в този момент са трудни за злоупотреби.
След Сталинград основната тема се променя в Германия като единствен защитник на това, което те наричат „западна европейска култура“ срещу „болшевистките орди“.
Проблемите в пропагандата възникват лесно на този етап; очакванията за успех са повдигнати твърде високо и твърде бързо, което изисква обяснение, ако те не са изпълнени, а мълчаливостта на грешките и провалите водят до недоверие.
На 23 юни 1944 г. нацистите позволяват на Червения кръст да посети концентрационния лагер Терезиенщад, за да разсее слуховете за окончателното решение, което има за цел да убие всички евреи. В действителност, Терезиенщад е транзитен лагер за евреите по пътя към лагерите за унищожение. В сложни пропагандни усилия, фалшиви магазини и кафенета са построени, за да се предположи, че евреите живеят в относително добри условия. Гостите се наслаждавали на представлението на детска опера, Brundibar, написана от затворника Ханс Краса. Измамата е толкова успешна за нацистите, че продължават като правят пропаганден филм Theresienstadt. Заснемането на филма започва на 26 февруари 1944 г. Целта му е да покаже колко добре живеят евреите, под „благосклонната“ защита на Третия райх. След заснемането на филма, повечето от актьорите и дори самият режисьор са депортирани в концентрационния лагер в Аушвиц, където са убити. Ханс Фрицше, който е ръководител на Радио Камарата, е съден и оправдан от трибунала в Нюрнберг за военни престъпления.
Антисемититската военна пропаганда служи за различни цели. Надяват се хората в съюзническите държави да бъдат убедени, че евреите трябва да бъдат обвинявани за войната. Нацистите също така пожелават да гарантират, че германците са осъзнали екстремните мерки, които се предприемат срещу евреите от тяхно име, за да ги инкриминират и по този начин да гарантират тяхната постоянна лоялност чрез страх от нацистки предполагаеми сценарии на предполагаеми следвоенен „еврейски“ репресии.

## Аспекти

### Версайски договор
При подписването на Договора от Версай през 1919 г. непропагандни вестници, в цялата страна, пишат за чувствата на германците, като например schändlich! („Неприемливо!“). Berliner Tageblatt също през 1919 г., прогнозира: „Ако приемем условията, в Германия в рамките на няколко години ще има военен фурор за отмъщение, войнстващият национализъм ще погълне всичко“. Хитлер, знаейки отвращението от страна на нацията си към договора, го използва като средство за влияние върху неговата аудитория. Той многократно ще се върне към условията на договора като пряка атака срещу Германия и нейния народ. В една реч, проведена на 30 януари 1937 г., той директно заявява, че оттегля германския подпис от документа, за да протестира срещу скандалните пропорции на условията. Той твърди, че договорът е направил Германия по-слаба и „по-малка“, отколкото от други страни, само защото е виновна за войната. Успехът на нацистките пропагандатори и Хитлер печели нацисткия партиен контрол над Германия и в крайна сметка води до Втората световна война.

### Политически опоненти
Скоро след взимането на властта през 1933 г. са създадени нацистки концентрационни лагери за политически опоненти. Първите хора, изпратени в лагерите, са комунистите. Те са изпратени заради връзките им със Съветския съюз и защото нацизмът много се противопоставя на комунизма. Нацистката пропаганда отхвърля комунистите като „червени подчовеци“.
Гьобелс използва смъртта на Хорст Весел, убит през 1930 г. от двама членове на Комунистическата партия на Германия като пропаганден инструмент за нацистите срещу „комунистическите боклуци“.

### Нюрнбергски закони
През 1935 г. в нацистка Германия са въведени антисемитски закони, известни като Нюрнбергските закони, които преследват неарийците и политическите противници на нацистите и всякакви сексуални отношения и бракове между хора, класифицирани като „арийци“ и „неарийци“ (евреи, цигани, чернокожи) е забранено. Нюрнбергските закони се основават на понятията за расова чистота и се стремят да запазят арийската раса, която стои на върха на нацистката расова йерархия и се казва, че евреите не са човеци.

### Антисемитизъм
Адолф Хитлер и нацистките пропагандатори изиграват широко разпространения и дългогодишен германски антисемитизъм. Евреите са обвинявани в неща като ограбването на упоритата работа на германския народ, докато самите те избягват физически труд. Хитлер заявява, че мисията на нацисткото движение е да унищожи „еврейския болшевизъм“. Хитлер твърди, че „трите пороци“ на „еврейския марксизъм“ са демокрация, пацифизъм и интернационализъм, и че евреите стоят зад болшевизма, комунизма и марксизма. Йозеф Гьобелс през 1937 г. на голяма антиболшевишка изложба обявява, че болшевизмът и еврейството са едно и също нещо.
На конгреса на НСДАП в 1935 г. в Нюрнберг, Гьобелс заявява, че „болшевизмът е обявяването на война от еврейските световни подчовеци против самата култура“.
Der Stürmer, нацистки пропаганден вестник, пише, че евреите отвличат малки деца преди Пасха, защото „евреите се нуждаят от кръвта на християнско дете“. Плакати, филми, карикатури и флаери се виждат из цяла Германия, които нападат еврейската общност. Един от най-известните филми е „Вечният евреин“, режисиран от Фриц Хиплер.
Нацистите използват радиопропаганда за подтикване на антисемитски действия. Нацисткото радио е най-ефективно на места, където антисемитизмът е исторически висок, но има отрицателен ефект на места с исторически нисък антисемитизъм.

### Евтаназия
Законът за предотвратяване на наследствено заболяване на потомството е въведен на 14 юли 1933 г., а различни пропаганди са използвани за насочване към хората с увреждания. Специалната програма за евтаназия, наречена Програма за евтаназия Акция Т4, започва през 1939 г.

## Медии

### Филми
Нацистите създават много филми, за да популяризират своите възгледи, като използват филмовата канцелария на партията за организиране на филмова пропаганда. Около 45 милиона души са присъствали на филмови прожекции, представени от НСДАП. Те твърдят, че целта на Департамента по киното не е пряко политическа, а по-скоро да повлияе на културата, образованието и развлеченията на общото население.
На 22 септември 1933 г. в Камарата на културата е включена катедра „Филм“. Отделът контролира лицензирането на всеки филм преди продуцирането му. Понякога правителството избира участниците за филма, финансира продукцията частично или изцяло и отпуска данъчни облекчения на продуцентите. Наградите за „ценни“ филми ще намалят данъците, като по този начин ще насърчат самоцензурата сред филмовите дейци.
Под ръководството на Гьобелс и Хитлер, германската филмова индустрия става изцяло национализирана. Дирекцията на Националсоциалистическа пропаганда, която Гьобелс ръководи, разполага с почти всички филмови агенции в Германия до 1936 г. Понякога някои режисьори като Волфганг Либейнинер успяват да заобиколят Гьобелс, като му предоставят друга версия на филма, а не тази, която ще бъде издадена. Такива филми са тези, режисирани от Хелмут Каутнер: Romanze in Moll (1943), Große Freiheit Nr. 7 (1944) и Unter den Brücken (Под мостовете, 1945).
Училищата също са снабдени с проектори за кино, защото филмите се смятат за особено подходящи за пропагандиране сред деца. Филмите, създадени специално за училищата, се наричат „военно образование“.
Triumph des Willens (Триумф на волята, 1935) описва Конгреса на нацистката партия през 1934 г. в Нюрнберг. Следва по-ранен филм от 1933 г. – Нюрнбергски митинг. Триумфът на волята съдържа кадри с униформени членове на партията (макар и относително малко немски войници), които маршируват под милитаристични мелодии. Филмът съдържа извадки от изказванията на различни нацистки лидери на Конгреса, включително Адолф Хитлер. Франк Капра използва сцени от филма, който той описва частично като „зловещата прелюдия на Хитлеровия холокост на омраза“.
Der ewige Jude („Вечният евреин“, 1940) е режисиран от Фриц Хипрер по настояване на Гьобелс. Филмът е в стил документален филм, като централната тема е непоклатимата расова личностна характеристика, която характеризира евреина като скитащ културен паразит. По време на филма, тези черти са в контраст с идеала на нацистката държава: докато арийците намерят задоволство от физическия труд и създаването на ценност, евреите изпитват само удоволствие от парите и развратния начин на живот.
Темите често включват добродетелите на нордическия или арийския човек, германската военна и индустриална сила и злите нацистки врагове.

### Фотография
Нацистите използват фотографи, за да документират събитията си и да популяризират идеологията. Фотографите са Хайнрих Хофман и Уго Жагер. Хофман работи във фотографския магазин на баща си и като фотограф в Мюнхен от 1908 г. Той се присъединява към НСДАП на 6 април 1920 г. След като Хитлер поема партията през 1921 г., той нарежда на Хофман да е негов официален фотограф. Снимка, направена от Хофман на 2 август 1914 г., показва младия Хитлер сред тълпата, възхищаваща се от избухването на Първата световна война и е използвана в нацистка пропаганда. Хитлер и Хофман стават близки приятели – всъщност, когато Хитлер става райхсканцлер на Германия, Хофман е единственият човек, упълномощен да прави официални снимки на него. Фотографиите на Хофман са публикувани като пощенски марки, пощенски картички, плакати. След предложението на Хофман и той, и Хитлер получават възнаграждения от всички употреби на имитацията на Хитлер (дори на пощенски марки), което прави Хофман милионер. През 1933 г. той е избран за Райхстага, а през 1938 г. Хитлер го назначава за „професор“.
Девет снимки, направени от Хофман разкриват как Хитлер репетира пози и жестове с ръце. Той моли Хофман да направи снимки, за да може да се види как изглежда, докато говори.

### Изящно изкуство
Според нацистките стандарти, изобразителното изкуство не е пропаганда. Целта му е да създава идеали за вечност. Това предизвиква призив за героично и романтично изкуство, което отразява идеалното, а не реалистичното. Изрично политическите картини са много редки. Още по-редки са антисемитските картини, защото изкуството се предполагало да е на по-високо ниво. Независимо от това, избрани теми, разпространени чрез пропагандата, са най-често срещаните теми на изкуството.
Скулптурата е използвана като израз на нацистките расови теории. Най-често срещаното изображение е на голото мъжко тяло, изразяващо идеала за арийската раса. Голите трябвало да бъдат физически съвършени. На Парижката експозиция от 1937 г. Дружеството на Йозеф Торак застава зад германската изложба, изобразяваща двама огромни голи мъже, свиващи ръце и непоколебимо стоящи един до друг, в позиция на защита и расово приятелство.
Пейзажната живопис е представена най-вече в изложбата за германско изкуство, в съответствие с темите за кръвта и почвата. Селяните също са популярни изображения, отразяващи обикновен живот в хармония с природата, често с големи семейства. С настъпването на войната, военното изкуство става значимо, макар и все още не преобладаващо.
Продължаването на германската изложба за изкуство по време на войната е представено като проява на германската култура.

### Списания
През и след 1939 г. Zeitschriften-Dienst е изпратено до списания, за да даде насоки за това какво да пише. Нацистките публикации също носят различни форми на пропаганда.
Neues Volk е месечно списание на Службата за расова политика, която отговаря на въпроси за приемливи расови отношения. Макар и съсредоточена основно върху расовите отношения, тя включва и статии за силата и характера на арийската раса в сравнение с евреите и други „дефекти“.
NS-Frauen-Warte е насочен към жените, като включва такива теми като ролята на жените в нацистката държава. Въпреки пропагандните му елементи, той е преобладаващо женско списание. Защитава антиинтелектуализма, призовава жените да имат деца, дори във военно време и излага това, което нацистите са направили за жените, обсъжда булчинските училища и призовава жените за усилия в общата война.

### Плакати
Плакатното изкуство е основен елемент на нацисткото пропагандно усилие, насочено както към самата Германия, така и към окупираните територии. Има няколко предимства. Визуалният ефект, който е поразителен, лесно ще достигне до зрителя. За разлика от други форми на пропаганда, плакатите също биха били трудно да се избегнат.
Изображенията често се привличат от героичния реализъм. Хитлерюгенд и SS са изобразени монументално, с осветление, създадено, за да произведе величие.
Плакатите са поставени във вагони, автобуси, платформи, прозорци – навсякъде, където има голям трафик. Много малко хора, по това време, притежават кола, най-вече велосипеди, ходят или използват обществения транспорт ежедневно.
Адолф Хитлер лично назначава художника Ханс Швайцер. Натоварва го със задачата да преведе нацистката идеология в образи. Плакатите са 100 сантиметра високи и 212 сантиметра широки. Визуалният стил на плакатите е смел текст и нацистко оцветяване на цветовете, за да привлече вниманието на минувачите. Текстът е голям, така че няколко души да могат да го четат по едно и също време и на разстояние няколко метра.
По-голямата част от плакатите са съсредоточени върху евреите, а в периода, когато антисемитските статии намаляват във вестниците, върху съюзническите държави Великобритания, Съединените американски щати и СССР. От 1941 до 1943 г. около 25% от плакатите включват нападки срещу евреите, които са изобразени като врагове поради предполагаемата им икономическа война, капитализъм и връзка с болшевишката революция в Русия. Нацисткият режим насърчава идеята, че евреите са ръководители на всички опозиционни политически сили. Изображенията често показват еврейска фигура, позиционирана зад или над символите на икономическо и политическо влияние.
Плакатите се използват също и в училищата, като например изобразяващи институция за слабите хора, от една страна, и къщичките, от друга, за да информират учениците, че годишните разходи на тази институция ще изградят 17 жилища за здрави семейства.